# دانشگاه پزشکی آنهویی
دانشگاه پزشکی آنهویی (Chinese) در هفی، استان آنهویی، چین تأسیس شده‌است.
دانشگاه پزشکی آنهویی از دو پردیس تشکیل شده‌است: پردیس اصلی و پردیس جنوبی. مساحت کل پردیس ۸۶۰۰۰۰ متر مربع و زیربنای آن حدود ۷۰۰ هزار متر مربع است. شما می‌توانید کل محوطه دانشگاه را در ۲۰ دقیقه پیاده‌روی کنید. پردیس در جاده کمربندی شماره ۱ جنوبی هفی است.